# Specposiołek
Specposiołek (ros. спецпоселок, pol. osada specjalna) – radziecki obóz przeznaczony na miejsce do zasiedlenia przez ludność deportowaną.
Rygor pobytu w specposiołkach był mniejszy niż w łagrach, gdzie przebywali skazańcy lub więźniowie. W specposiołkach przetrzymywano całe rodziny, małe dzieci uczęszczały do szkoły. Panował jednak głód i duża śmiertelność, a lokatorzy baraków zamieszkiwali „w brudzie, wilgoci, zaduchu, w mroku, wśród karaluchów, pcheł, wszy i pluskiew, gryzoni, w ciągłym zagrożeniu epidemiologicznym”. Osoby powyżej 14 roku życia i sprawne fizycznie zmuszano do ciężkich prac, na przykład wyrębu lasu. Pracowały również kobiety i dziewczęta, chociaż przy lżejszych pracach. Tereny specposiołków nie były ogrodzone, ale obowiązywał zakaz oddalania się bez pozwolenia. Możliwe jednak było opuszczenie terenu na więcej niż 24 godziny, jeśli zezwolił na to komendant, który nadzorował specposiołek z pomocą kilku milicjantów. Dzieci mogły zajmować się zbieractwem owoców runa leśnego, pozwalano na prowadzenie ogródków przydomowych.